# Миноносцы типа 74T
Миноносцы Tb 74T — миноносцы флота Австро-Венгрии. Принадлежали к первой серии т. н. миноносцев 250-тонного типа. Всего было построено 8 кораблей, прослуживших также под флагам других стран до конца 2-й мировой войны. Согласно устройству империи корабли этого типа строили на австрийской верфи, в отличие от миноносцев класса Tb 82F, построенных на верфях расположенных в венгерской части империи. Впоследствии были построены модернизированные корабли типа Tb 98M.

## История создания
Технический Комитет Австро-Венгерского флота в марте 1910 года выдал технические условия для проектирования новых миноносцев водоизмещением в 500—550 тонн, паротурбинной энергетической установкой, скоростью 30 узлов и поддержания её в течение 16 часов. В июне 1910 года были представлены три проекта от фирм STT, Hanz Danubius и CNT. Все они были похожи между собой и не соответствовали предъявленным требованиям. Водоизмещение около 250 тонн, скорость 28 узлов с возможностью её поддержания в течение 10 часов, вооружение из 2-х 66-мм пушек и 3х1 или 2х2 450-мм торпедных аппаратов. В целях уменьшения стоимости руководство флота пошло на уменьшение водоизмещения, но сохранило требование 30-узловой скорости. Дальнейшие согласования длились больше года и морякам пришлось уступить: для уменьшения стоимости проекта проектная скорость была уменьшена на 2 узла (до 28 узлов). Тем не менее миноносцы характеризовались как крайне удачные и были построены крупнейшей для Австро-Венгрии партии в трех разных сериях. Хотя они изначально классифицировались как миноносцы открытого флота, но предназначались для действий у побережья.

Первый миноносец серии заказали 16 января 1912 года на верфи Stabilimento Tecnico Triestino в Триесте. Он стал первым миноносцем Австро-Венгерского флота оснащенным паровой турбиной. Для данного типа кораблей этими турбинами были турбины типа Parsons. Вооружение миноносцев из запланированных трех 66-мм пушек и трех торпедных аппаратов уменьшили до двух пушек и четырёх 450 мм торпедных аппаратов. При спуске на воду миноносцам не давали названий. Они носили короткие наименования SM Tb (Seiner Majestät Torpedoboot — миноносец Его Императорского Величества) и номера от 74 до 81 с добавлением буквы T, обозначавшей наименование верфи в Триесте. 21 мая 1917 года из названий миноносцев убрали буквенное обозначение.

## Описание конструкции
Архитектура миноносцев типа Tb 74Т была типичной для кораблей данного класса периода Первой мировой войны. Они имели узкие корпуса с поднятым полубаком длиной менее 1/5 длины корпуса. Форштевень был слегка наклонен вперед. Полубак кораблей серии был выше, чем у кораблей типа 84F, что обеспечивало миноносцам лучшую мореходность. Вооружение состояло из двух орудий, одно на полубаке, а другое на корме. Передний поворотный двухтрубный торпедный аппарат был помещен между срезом полубака и надстройкой, на верхней палубе. Перед надстройкой были помещены характерные для этой серии большие вентиляционные трубы. Небольшая рубка выступала вперед и по бокам верхней части надстройки. Над ней располагался боевой мостик. Характерным отличием от других серий был однотрубный силуэт со слегка наклоненной трубой. Ближе к корме располагался второй двухтрубный аппарат. На кораблях был один руль, установленный вертикально за кормой и выступавший за корпус (как и на типе Tb 82F).
Энергетическая установка состояла из двух паровых котлов типа Ярроу с индивидуальным отоплением каждым видом топлива и двух паровых турбин Парсонса прямого действия с двумя винтами. Номинальная мощность машин составила 5000 л. с., а максимальная доходила до 5700 л. с. Запасы топлива включали 18,2 тонн угля и 24,3 тонн нефти. Корабли данной серии имели самый низкий радиус действия среди 250-тонных миноносцев. Они также имели довольно ненадежные турбины среди других собратьев. Номинальная мощность турбин составляла 5000 л. с., а максимальная доходила до 5700 л. с. Максимальная скорость составляла 28-29,4 узлов (во время Второй мировой войны реальная скорость составляла около 20 узлов).
Вооружение первоначально состояло из двух одноствольных пушек 66-мм L/30 (номинально 7 см) и одного зенитного пулемета Schwarzlose калибра 8-мм, а также четырёх торпедных аппаратов калибра 450-мм в двухтрубных установках. С 1917 года кормовая 66-мм пушка установлена на основе, позволяющей вести стрельбу по воздушным целям.

## Строительство
| Название  | Дата закладки        | спуск на воду        | вступил в строй       | судьба |
| --------- | -------------------- | -------------------- | --------------------- | --- |
| SM Tb 74T | 16 апреля 1913 года  | 28 августа 1913 года | 26 июня 1914 года     | передан Румынии под названием «Viforul», списан в 1932 |
| SM Tb 75T | 28 мая 1913 года     | 20 ноября 1913 года  | 11 июля 1914 года     | передан Румынии под названием «Vartejul», списан в 1932 |
| SM Tb 76T | 24 июня 1913 года    | 15 декабря 1913 года | 20 июля 1914 года     | передан Югославии под названием T-1, списан в 1959 году |
| SM Tb 77T | 24 августа 1913 года | 30 января 1914 года  | 11 августа 1914 года  | передан Югославии под названием T-2, списан в 1939 году |
| SM Tb 78T | 22 октября 1913 года | 4 марта 1914 года    | 23 августа 1914 года  | передан Югославии под названием T-3; Захвачен Италией под названием T-3; захвачен Германией под названием TA-48; передан Хорватии, потоплен авиацией 20 февраля 1945 года |
| SM Tb 79T | 1 декабря 1913 года  | 30 апреля 1914 года  | 30 сентября 1914 года | передан Югославии под названием T-4, списан в 1932 году |
| SM Tb 80T | 19 декабря 1913 года | 3 августа 1914 года  | 8 ноября 1914 года    | передан Румынии под названием «Vijelia», списан в 1932 году |
| SM Tb 81T | 6 февраля 1914 года  | 6 августа 1914 года  | 1 декабря 1914 года   | передан Румынии под названием «Sborul», списан в 1958 году |

## Служба

### Австро-Венгрия
Во время Первой мировой войны миноносцы использовались для охраны крупных военных кораблей, конвоев, борьбы с подводными лодками, постановки мин, поиска поврежденных гидросамолетов. Во время войны не было потеряно ни одного корабля этого типа.
Благодаря высоким техническим данным после войны миноносцы не порезали на металлолом, а использовали во флотах других государств, куда они были переданы по репарациям.

### Югославия
Миноносцы Tb 76T, Tb 77T, Tb 78T, Tb 79T передали флоту Югославии, где им присвоили обозначение Т-1, Т-2, Т-3, Т-4. Миноносец Т4 списали в 1932 году после повреждений полученных после посадки на скалы, а миноносец Т2 списали в 1939 году.
После начала Второй мировой войны войны миноносцы Т-1 и Т-3 захватили итальянцы и ввели в состав своего флота. После капитуляции Италии, Т-1 перешёл на Мальту, затем находился до 1958 года в составе флот Югославии под названием «Golenica». На нём установили новые 66-мм пушки, второй пулемет.

### Италия, Германия, Хорватия
Т3 после оккупации Италии захватили немцы, присвоив ему обозначение TA 48. Миноносец передали флоту Хорватии (август — декабрь 1944 года), а затем вместе с хорватским экипажем ввели в состав Кригсмарине. Потоплен авиацией союзников 20 февраля 1945 года в Триесте.

### Румыния
Миноносцы Tb 75T, Tb 76T, Tb 80T, Tb 81T передали флоту Румынии, где их назвали «Viforul», «Vartejul», «Vijelia», «Sborul». Первые три миноносца исключили из флота в 1932 году. Миноносец «Sborul» прошёл новую войну. Кормовую пушку заменили 37-мм зенитной, добавлено 20-мм зенитное орудие, добавлены системы постановки мин и сняты торпедные аппараты. 5 сентября 1944 года миноносец был захвачен СССР в Сулине и переименован в «Муссон». 25 октября 1945 года возвращен Румынии и находился в составе её флоте до 1958 года под названием E-2.